# 6119 Hjorth
6119 Hjorth este un asteroid din centura principală de asteroizi.

## Descriere
6119 Hjorth este un asteroid din centura principală de asteroizi. A fost descoperit pe 6 decembrie 1986 la Brorfelde de Poul Jensen. El prezintă o orbită caracterizată de o semiaxă mare de 2,62 ua, o excentricitate de 0,12 și o înclinație de 11,6° în raport cu ecliptica.